# Aerosvit Airlines
Aerosvit Airlines (en ucraniano Авіакомпанія АероСвіт, Aviakompaniya AeroSvit; en ruso Авиакомпания АэроСвит, Aviakompaniya AyeroSvit) fue una aerolínea con base en la ciudad de Kiev, Ucrania. Operaba vuelos internacionales desde Ucrania a destinos en países como Israel, Rusia, Turquía, Bulgaria, Grecia, Chipre y Hungría. Además se encargaba de vuelos de cabotaje y entregas internacionales. Su principal centro de operaciones se encontraba en el Aeropuerto Internacional de Borýspil, en Kiev. A mediados de 2013 la compañía se declara en bancarrota cerrando la compañía incluyendo la filial Dniproavia.

## Historia

### Primeros años
La aerolínea se fundó el 25 de marzo de 1994 y comenzó a operar en abril de ese año con vuelos desde Kiev a Atenas, Lárnaca, Tel Aviv, Odesa y Salónica en cooperación con Air Ukraine. En octubre del mismo año, la aerolínea comenzó a arrendar en seco algunos Boeing 737-200 en relación con la incorporación de Moscú a la red de rutas. En 1995, se lanzaron nuevos vuelos programados desde Kiev a Almaty, Asjabad y Riga, sentando las bases para que se convirtiera en una aerolínea de tránsito. En 1996, se agregaron Ekaterimburgo, Járkov, Leópolis y Simferópol a la red de la aerolínea. También en 1996, la aerolínea se convirtió en miembro de la Asociación Internacional de Transporte Aéreo (IATA). En 1997, Aerosvit Airlines se convirtió en miembro de la Cámara de Compensación de la IATA y compró su primer avión Boeing 737-200. En 1999, Aerosvit había adquirido un tercer avión Boeing 737-200 y se lanzaron vuelos regulares a Budapest, Sofía y Estambul.

### Expansión y reorganización post-milenio
En 2000, dos aviones Boeing 737-300 más se unieron a la flota de Aerosvit Airlines. Se lanzaron vuelos regulares a Praga y Varsovia, y Aerosvit Airlines transportó más pasajeros que cualquier otra aerolínea ucraniana durante ese año. En 2002, otros tres aviones Boeing 737-500 se unieron a la flota, al igual que el primer Boeing 767-300ER, una máquina de 350 plazas que anteriormente pertenecía a SAS, en un contrato de arrendamiento a largo plazo de Boeing Capital, destinado a iniciar operaciones a Bangkok. El avión se convirtió en el primer avión de fuselaje ancho construido en Occidente en ser operado por una aerolínea ucraniana. También en 2002, Aerosvit se hizo cargo de los servicios de larga distancia que anteriormente operaba Air Ukraine.
La ruta Kiev-Nueva York-Kiev se inauguró en 2003 con un servicio dos veces por semana. Más tarde ese año, comenzaron los vuelos a Toronto y Delhi. En este año, la aerolínea también transportó a su segundo millón de pasajeros. Poco después, recibió la certificación JAR-145 para realizar trabajos de mantenimiento internos de acuerdo con los requisitos de las Autoridades Conjuntas de Aviación Europeas. A principios de 2004, Aerosvit aumentó a tres el número de vuelos semanales que operaba a Bangkok y añadió un Boeing 737-300 a la flota. La expansión de rutas continuó como antes y, a lo largo del año, el número de vuelos nacionales operados por Aerosvit en Ucrania se expandió a once destinos. Sin embargo, la expansión no se produjo sólo en el mercado nacional, ya que Aerosvit introdujo nuevas rutas desde su base en Kiev a Pekín, Bakú, Chisináu, El Cairo y San Petersburgo. Finalmente, en 2004, Aerosvit Ukrainian Airlines se convirtió en la aerolínea oficial del equipo olímpico nacional de Ucrania para los XXVIII Juegos Olímpicos de Verano celebrados en 2004 en Atenas.
El noveno avión Boeing 737 de medio recorrido de Aerosvit comenzó a operar en 2005, y poco después se añadió un décimo a la flota. En el mismo año, se lanzó el billete electrónico en la ruta Nueva York-Kiev y Aerosvit Ukrainian Airlines y Azerbaijan Airlines comenzaron a compartir códigos en la ruta Kiev-Bakú.
En 2006, la aerolínea se convirtió en la 85.ª del mundo en pasar la Auditoría de Seguridad Operacional de la IATA. En marzo de ese año, Nápoles se agregó a la red de rutas, y en junio se lanzaron las rutas Kiev-Vilna y Simferópol-Vilna en un acuerdo de código compartido con la aerolínea nacional de Lituania, flyLAL. En septiembre de 2006, Aerosvit fue la primera aerolínea en operar vuelos de pasajeros tanto entrantes como salientes en el Aeropuerto Internacional Suvarnabhumi de Bangkok y, en octubre, la aerolínea celebró el pasajero número seis millones transportado desde que comenzó a operar.
En 2007, gracias a la cooperación con Delta Air Lines, aumentó el número de destinos en los Estados Unidos, lo que permitió viajes desde Nueva York a ciudades como Los Ángeles y Portland. Fue en el mismo año en que Aerosvit Ukrainian Airlines y Donbassaero comenzaron a construir (por iniciativa de su principal accionista conjunto, Privat Group) la alianza estratégica Ukrainian Aviation Group. Además, en este año, la flota se complementó con un tercer avión de largo alcance Boeing 767 y undécimo y duodécimo Boeing 737 de rango medio, mientras que tuvo lugar el inicio de los vuelos de código compartido con Belavia en la ruta Kiev-Minsk. En agosto de 2007, se anunció que se había firmado un contrato con Boeing para la adquisición de siete Boeing 737-800 y los derechos de compra de otros siete; en un acuerdo valorado en más de 500 millones de dólares, la operación marcó la primera compra directa de aeronaves de la compañía desde su fundación. Estos nuevos aviones reemplazarían a los 13 aviones de la aerolínea.
A principios de 2008, Aerosvit lanzó vuelos desde Kiev a Tiflis y Almaty, introdujo los billetes electrónicos en todos los vuelos programados de Aerosvit y Aerosvit Airlines volvió a ser la aerolínea oficial del equipo olímpico nacional ucraniano para los XXIX Juegos Olímpicos celebrados en Pekín. En marzo de 2009, Aerosvit adquirió un Antonov An-148 de 70 plazas, que se desplegó en rutas nacionales en junio; el primer vuelo comercial internacional de este tipo con la aerolínea tuvo lugar en diciembre de ese año, cubriendo la ruta Odesa-Moscú.También en abril de 2009, la aerolínea lanzó vuelos regulares a Astaná y Riga.

### Ukrainian Aviation Group y la era moderna
En 2010, Aerosvit agregó un segundo avión Antonov An-148 a su flota y se abrieron nuevas rutas, incluidas Odesa-Kaliningrado, Simferópol-Kaliningrado, Donetsk-San Petersburgo, Odesa-Riga y Dnipro-Berlín (en gran parte con la cooperación de sus compañías hermanas Dniproavia y Donbassaero). Se lanzó una ruta de código compartido Odesa-Milán. Dniproavia, habiendo entrado en la cartera de negocios del Grupo Privat, se unió al Grupo de Aviación Ucraniano.
Durante 2010, la aerolínea abrió 21 nuevas rutas internacionales, incluyendo Bucarest y Ereván, y firmó un acuerdo de código compartido con Hainan Airlines que cubría las operaciones en la ruta Kiev-Pekín. Ciudad Ho Chi Minh se agregó a la red de rutas en diciembre de 2011, convirtiéndose en el primer enlace aéreo directo entre Ucrania y Vietnam. Aerosvit recibió su primer Boeing 737-800 en marzo de 2012.
Además, Aerosvit firmó un contrato con Boeing para la entrega de 4 aviones Boeing 737-900ER en 2013-2014, y se agregó un cuarto Boeing 767 a la flota. En el primer trimestre de 2012, la aerolínea recibió el primero de los aviones Embraer E-190 que había pedido, y las entregas continuarán en 2013 o 2014.
El 25 de marzo de 2012, como resultado de la decisión del Comité Antimonopolio de Ucrania de permitir la consolidación de los activos físicos y operativos del Grupo de Aviación Ucraniano, Donbassaero y Dniproavia ya no operan vuelos con sus propios códigos, sino en nombre de su empresa matriz Aerosvit.
En junio de 2012, la aerolínea presentó su primer Embraer 190. Todos los Embraer E-190 están pedidos y son operados por la aerolínea asociada Dniproavia.

### Dificultades financieras y caída
La suspensión de los vuelos de Aerosvit por parte del Aeropuerto Internacional de Boryspil en marzo de 2012, y un conflicto por una deuda de 95 millones de rublos con el Aeropuerto Internacional de Moscú-Sheremetyevo a finales de ese año indicaron la debilidad financiera de Aerosvit. Al 27 de diciembre de 2012, la deuda era de 534 millones de dólares estadounidenses (alrededor de 403 millones de euros), tres veces el valor de los activos de la compañía (138,7 millones de euros, al 30 de diciembre de 2012). La aerolínea no había informado de los resultados de 2012, pero las pérdidas ascendieron a ₴ 1,456 mil millones en 2011, un aumento de tres veces año tras año. El último año rentable de Aerosvit fue 2007.
El 29 de diciembre de 2012, Aerosvit se declaró en quiebra, pero tenía la intención de reestructurarse y seguir operando. Los grandes accionistas minoritarios afirmaron que no fueron informados sobre la presentación. Días antes de iniciar el procedimiento legal, Aerosvit reveló planes para transferir varias de sus rutas internacionales a Ukraine International Airlines. Después de que se anunciara el procedimiento de quiebra, los aviones de la aerolínea fueron detenidos en varios aeropuertos, dejando a cientos de pasajeros varados. A mediados de enero de 2013, Rosaviatsia declaró que prohibiría a la aerolínea operar en su territorio por una deuda de 1,5 millones de dólares estadounidenses; a finales de ese mes, Rusia prohibió a la aerolínea operar en su territorio. El 31 de enero de 2013, la compañía declaró que todos los Boeing 737 estaban siendo devueltos a los arrendadores, así como un Boeing 767. A mediados de febrero de 2013 se reveló que la compañía planeaba recortar alrededor de 1.800 puestos de trabajo para marzo de 2013, incluido todo el personal relacionado con los Boeing 737 que ya había sido despedido.
A pesar de las indicaciones a mediados de enero de que Aerosvit seguiría volando entre Kiev y Bangkok, Pekín, Dnipró, Ivano-Frankivsk y Nueva York, se anunció la suspensión de las rutas de media y corta distancia, con planes de restablecer los servicios a Bangkok, Pekín y Nueva York en abril de 2013; sin embargo, a partir de abril de 2013, la aerolínea también cesó los servicios de larga distancia. Parte de la flota de Aerosvit fue transferida a Ukraine International Airlines.

## Antiguos destinos
Aerosvit operó los siguientes destinos regulares durante su historia:
| Países                 | Destinos           | Aeropuertos                                             |
| África                 | África             | África                                                  |
| ---------------------- | ------------------ | ------------------------------------------------------- |
| Egipto                 | El Cairo           | Aeropuerto Internacional de El Cairo                    |
| América del Norte      |                    |                                                         |
| Canadá                 | Toronto            | Aeropuerto Internacional Toronto Pearson                |
| Estados Unidos         | Nueva York         | Aeropuerto Internacional John F. Kennedy                |
| Asia                   |                    |                                                         |
| Armenia                | Ereván             | Aeropuerto Internacional de Zvartnots                   |
| Azerbaiyán             | Bakú               | Aeropuerto Internacional Heydar Aliyev                  |
| China                  | Pekín              | Aeropuerto Internacional de Pekín-Capital               |
| Emiratos Árabes Unidos | Dubái              | Aeropuerto Internacional de Dubái                       |
| Georgia                | Tiflis             | Aeropuerto Internacional de Tiflis                      |
| India                  | Delhi              | Aeropuerto Internacional Indira Gandhi                  |
| Israel                 | Tel Aviv           | Aeropuerto Internacional Ben Gurión                     |
| Kazajistán             | Almatý             | Aeropuerto Internacional de Almatý                      |
| Rusia                  | Ekaterimburgo      | Aeropuerto de Ekaterimburgo-Koltsovo                    |
| Rusia                  | Kaliningrado       | Aeropuerto de Kaliningrado-Jrabrovo                     |
| Rusia                  | Moscú              | Aeropuerto Internacional de Moscú-Sheremetyevo          |
| Rusia                  | San Petersburgo    | Aeropuerto Internacional Púlkovo                        |
| Tailandia              | Bangkok            | Aeropuerto Internacional Don Mueang (cerrado en 2006)   |
| Tailandia              | Bangkok            | Aeropuerto Internacional Suvarnabhumi (desde 2006)      |
| Turkmenistán           | Asjabad            | Aeropuerto Internacional de Asjabad                     |
| Turquía                | Estambul           | Aeropuerto de Estambul                                  |
| Vietnam                | Ciudad Ho Chi Minh | Aeropuerto Internacional de Tan Son Nhat                |
| Europa                 |                    |                                                         |
| Alemania               | Berlín             | Aeropuerto de Berlín-Tegel                              |
| Alemania               | Hamburgo           | Aeropuerto de Hamburgo                                  |
| Bielorrusia            | Minsk              | Aeropuerto Internacional de Minsk                       |
| Bulgaria               | Sofía              | Aeropuerto de Sofía                                     |
| Chipre                 | Lárnaca            | Aeropuerto Internacional de Lárnaca                     |
| Grecia                 | Atenas             | Aeropuerto Internacional Eleftherios Venizelos          |
| Grecia                 | Salónica           | Aeropuerto Internacional Macedonia                      |
| Hungría                | Budapest           | Aeropuerto de Budapest-Ferenc Liszt                     |
| Italia                 | Milán              | Aeropuerto de Milán-Malpensa                            |
| Italia                 | Nápoles            | Aeropuerto de Nápoles-Capodichino                       |
| Letonia                | Riga               | Aeropuerto Internacional de Riga                        |
| Lituania               | Vilna              | Aeropuerto Internacional de Vilna                       |
| Moldavia               | Chisináu           | Aeropuerto Internacional de Chisináu                    |
| Polonia                | Varsovia           | Aeropuerto de Varsovia-Chopin                           |
| Reino Unido            | Birmingham         | Aeropuerto Internacional de Birmingham-West Midlands    |
| República Checa        | Praga              | Aeropuerto de Praga                                     |
| Rumania                | Bucarest           | Aeropuerto Internacional de Bucarest-Henri Coandă       |
| Serbia                 | Belgrado           | Aeropuerto de Belgrado-Nikola Tesla                     |
| Suecia                 | Estocolmo          | Aeropuerto de Estocolmo-Arlanda                         |
| Ucrania                | Chernivtsí         | Aeropuerto Internacional de Chernivtsi                  |
| Ucrania                | Dnipró             | Aeropuerto Internacional de Dnipró (hub secundario)     |
| Ucrania                | Donetsk            | Aeropuerto Internacional de Donetsk (hub secundario)    |
| Ucrania                | Ivano-Frankivsk    | Aeropuerto Internacional de Ivano-Frankivsk             |
| Ucrania                | Járkov             | Aeropuerto Internacional de Járkov                      |
| Ucrania                | Kiev               | Aeropuerto Internacional de Borýspil (hub principal)    |
| Ucrania                | Leópolis           | Aeropuerto Internacional de Leópolis                    |
| Ucrania                | Lugansk            | Aeropuerto Internacional de Lugansk                     |
| Ucrania                | Odesa              | Aeropuerto Internacional de Odesa (hub secundario)      |
| Ucrania                | Simferópol         | Aeropuerto Internacional de Simferópol (hub secundario) |
| Ucrania                | Zaporiyia          | Aeropuerto Internacional de Zaporiyia                   |

## Flota histórica
La flota de Aerosvit estuvo compuesta por las siguientes aeronaves:
| Aeronaves        | Total | Introducido | Retirado | Matrículas                                                                                      |
| ---------------- | ----- | ----------- | -------- | ----------------------------------------------------------------------------------------------- |
| Airbus A320-200  | 3     | 2011        | 2011     | UR-DAE, UR-DAH y UR-DAI                                                                         |
| Antonov An-24    | 7     | 1997        | 2010     | UR-46205, UR-SLI, RA-47294, UR-47296, UR-46514, UR-46677 y UR-47312                             |
| Antonov An-148   | 2     | 2009        | 2013     | UR-NTA y UR-NTC                                                                                 |
| Boeing 737-200   | 3     | 1996        | 2013     | UR-BFA, UR-BVZ y UR-BVY                                                                         |
| Boeing 737-300   | 5     | 2000        | 2013     | UR-GAG, UR-VVI, UR-VVA, UR-VVR y UR-DNJ                                                         |
| Boeing 737-400   | 10    | 2002        | 2013     | UR-VVJ, UR-VVE, UR-KIV, UR-VVN, UR-VVL, TC-TJC, UR-VVM, UR-VVK, UR-VVP y UR-VVH                 |
| Boeing 737-500   | 10    | 2001        | 2013     | UR-BNH, UR-AAL, UR-AAM, UR-AAK, UR-VVD, UR-VVU, UR-VVS, UR-VVB, UR-VVC y UR-VVQ                 |
| Boeing 737-700   | 2     | 2012        | 2013     | UR-AAP y UR-AAQ                                                                                 |
| Boeing 737-800   | 2     | 2012        | 2013     | UR-AAN y UR-AAO                                                                                 |
| Boeing 767-300ER | 12    | 2002        | 2013     | CS-TLO, UR-VVO, UR-VVF, UR-VVG, UR-DNM, UR-AAI, UR-AAG, UR-AAJ, UR-AAH, UR-VVV, UR-VVW y UR-VVT |
| Embraer E-190LR  | 2     | 2012        | 2013     | UR-DSA y UR-DSB                                                                                 |
| Yakovlev Yak-42  | 1     | ??          | 1997     | UR-42334                                                                                        |

## Accidentes e incidentes
- El 17 de diciembre de 1997 el vuelo 241 de Aerosvit, un Yakovlev Yak-42 se estrelló cerca de Salónica, matando a todos los 70 pasajeros a bordo.